# Bongará (tỉnh)
Tỉnh Bongará (tiếng Tây Ban Nha: Provincia de Bongará) là một tỉnh thuộc vùng Amazonas của Peru. Tỉnh Bongará có diện tích 2870 km², dân số thời điểm theo điều tra dân số ngày 11 tháng 7 năm 1993 là 20459 người. Tỉnh lỵ đóng ở Villa de Jumbilla.